# Microcoelia hirschbergii
Microcoelia hirschbergii är en orkidéart som beskrevs av Victor Samuel Summerhayes. Microcoelia hirschbergii ingår i släktet Microcoelia och familjen orkidéer. Inga underarter finns listade i Catalogue of Life.